# Баранов, Николай Трофимович
Граф Николай Трофимович Баранов (Николай Граф фон Баранофф, нем. Nikolai Graf von Baranoff; 19 октября 1809 — 26 мая 1883) — генерал-адъютант (с 1861 года), генерал от инфантерии (с 1877 года), племянник министра Императорского двора графа В. Ф. Адлерберга и внук начальницы Смольного института благородных девиц, статс-дамы Ю. Ф. Адлерберг.

## Биография
Старший сын камергера Трофима Осиповича Баранова (1779—1828) и гофмейстерины Юлии Фёдоровны, урождённая Адлерберг (1789—1864).
Окончил курсы гвардейских подпрапорщиков. В 1825 году поступил на службу в лейб-гвардии Измайловский полк. В составе полка участвовал в осаде крепости Варны в период русско-турецкой войны 1828—1829 годов. Во время Польского восстания 1831 года принимал участие в штурме Варшавы, где получил ранения в грудь и в левую руку. 8 сентября 1831 года за отличие в сражении при взятии Варшавы, награждён орденом Святого Владимира 4 степени с бантом. В 1835 году назначен адъютантом к Великому князю Михаилу Павловичу. 20 сентября 1839 года награждён орденом Святого Станислава 2-й степени. В 1847 году награждён орденом Святой Анны 2-й степени. В 1849 году назначен флигель-адъютантом Его Императорского Величества. В 1855 году зачислен в Свиту с производством в генерал-майоры, получив вскоре командование 6-й гвардейской резервной бригадой. 11 сентября 1855 года награждён орденом Святого Георгия 4-й степени за 25 лет службы. 7 сентября 1856 года награждён орденом Святого Владимира 3-й степени.
С 18 декабря 1857 года заведовал ротой дворцовых гренадер. В 1858 году награждён орденом Святого Станислава 1-й степени, в 1860 — орденом Святой Анны 1-й степени. В 1861 г. получил звание генерал-адъютанта, а вслед за тем чин генерал-лейтенанта.
29 апреля 1863 года награждён серебряным знаком отличия за введение в действие положения 1861 года о крестьянах, вышедших из крепостной зависимости. В 1867 году награждён орденом Белого Орла, в 1870 — орденом Святого Александра Невского.
В 1873 году зачислен в роту дворцовых гренадер и в 1877 году произведён в генералы от инфантерии.

## Награды
Российской империи:
- Польский знак отличия за военное достоинство 4-й степени (1831)[3]
- Орден Святого Владимира 4-й степени с бантом (1831)[3]
- Орден Святого Станислава 2-й степени (1839); императорская корона к ордену (1841)[3]
- Орден Святой Анны 2-й степени (1847)[3]
- Знак отличия за XV лет беспорочной службы (1848)[3]
- Орден Святого Георгия 4-й степени за 25 лет выслуги в офицерских чинах (1855)[4]
- Знак отличия за XX лет беспорочной службы (1855)[4]
- Орден Святого Владимира 3-й степени с мечами (1856)[4]
- Орден Святого Станислава 1-й степени (1858)[4]
- Орден Святой Анны 1-й степени (1860)[4]
- Орден Святого Владимира 2-й степени (1864)[5]
- Орден Белого орла (1867)[5]
- Орден Святого Александра Невского (1870); алмазные знаки к ордену (1880)[5]
- Знак отличия за XL лет беспорочной службы (1876)[5]

Иностранных государств:
- Орден Нидерландского льва 3-й степени (1843, королевство Нидерландов)[3]
- Орден Дубовой короны 1-й степени (1860, великое герцогство Люксембург)[4]
- Орден Красного орла 1-й степени (1873, королевство Пруссия)[5]

## Семья

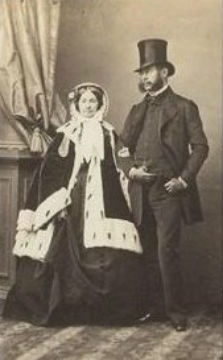
Супруги Барановы

Жена (с 11.04.1841) — Елизавета Николаевна Полтавцева (1817—19.12.1866), фрейлина двора, старшая дочь Николая Петровича Полтавцева от брака его с Дарьей Алексеевной Пашковой, наследница богатого бригадира А. А. Пашкова. Её младшая сестра Ольга (1824—1880) была замужем за генералом Д. И. Скобелевым. По словам П. В. Долгорукова, мадам Баранова была «женщина надменная и весьма ловкая, муж её не вмешивался ни в какие дела, она же была настоящей руководительницей и двигательницей семейства Барановых и Адлербергов». Умерла от чахотки в Ницце. Похоронена в некрополе Троице-Сергиевой Приморский пустыни в Петербурге рядом с единственной дочерью Марией (1855—1858).